# Kaltbrunn
Kaltbrunn je obec na východě Švýcarska v kantonu St. Gallen. Žije zde přibližně 4 800 obyvatel.

## Geografie
Kaltbrunn leží na jihozápadě kantonu St. Gallen. Hlavní obec a vesnice Fischhausen, Wilen a Steinenbrücke leží na suťových svazích na okraji nížiny Linthu. Gublen, Chirnen a Altwies se nacházejí na řídce osídlených okolních stmých svazích.
Jižní portál tunelu Rickentunnel se nachází v Kaltbrunnu. Průsmyk Rickenpass vede do Wattwilu v oblasti Toggenburgu.
Sousedními obcemi jsou Uznach, Benken, Schänis, Gommiswald a Ebnat-Kappel.

## Historie

Letecký pohled (1953)

Původ jména Kaltbrunn nelze přesně určit. V raných historických záznamech je osada označována jako Chaldebrunna. Od 13. století se v listinách objevuje zápis Chaltbrunnen. Současný pravopis Kaltbrunn lze vysledovat až do roku 1857.
Na Schlossbüchelu byly nalezeny stopy pravěkého osídlení. Panství Kaltbrunn, které dříve pravděpodobně patřilo k panství Benken, připadlo v roce 940 k Einsiedelnu. Od 13. do 15. století jej spravoval správce z Kaltbrunnu a od poloviny 15. století zřízenci kláštera. Hrad Bibiton, postavený pravděpodobně ve 13. století a sídlo feudálů z Toggenburgu a Einsiedelnu v letech 1358–1443, byl pravděpodobně zničen během staré curyšské války v roce 1444. Vrchnostenskou pravomoc zde měli až do roku 1438 rychtáři z Einsiedelnu. Poté se Kaltbrunn dostal pod vládu Schwyzu a Glarusu jako panství okresu Gaster a v roce 1803 byl začleněn do nového kantonu St. Gallen.
Farní kostel svatého Jiří, založený v 10. století, dostal název „Oberkirch“ v návaznosti na „dolní“ kostel v Benkenu; v letech 1819–1821 byl zbořen a v obci byl postaven nový kostel. V roce 1529 Kaltbrunn přestoupil na reformaci, ale po druhé kappelské válce se pod tlakem Schwyzu vrátil ke staré víře.

## Obyvatelstvo

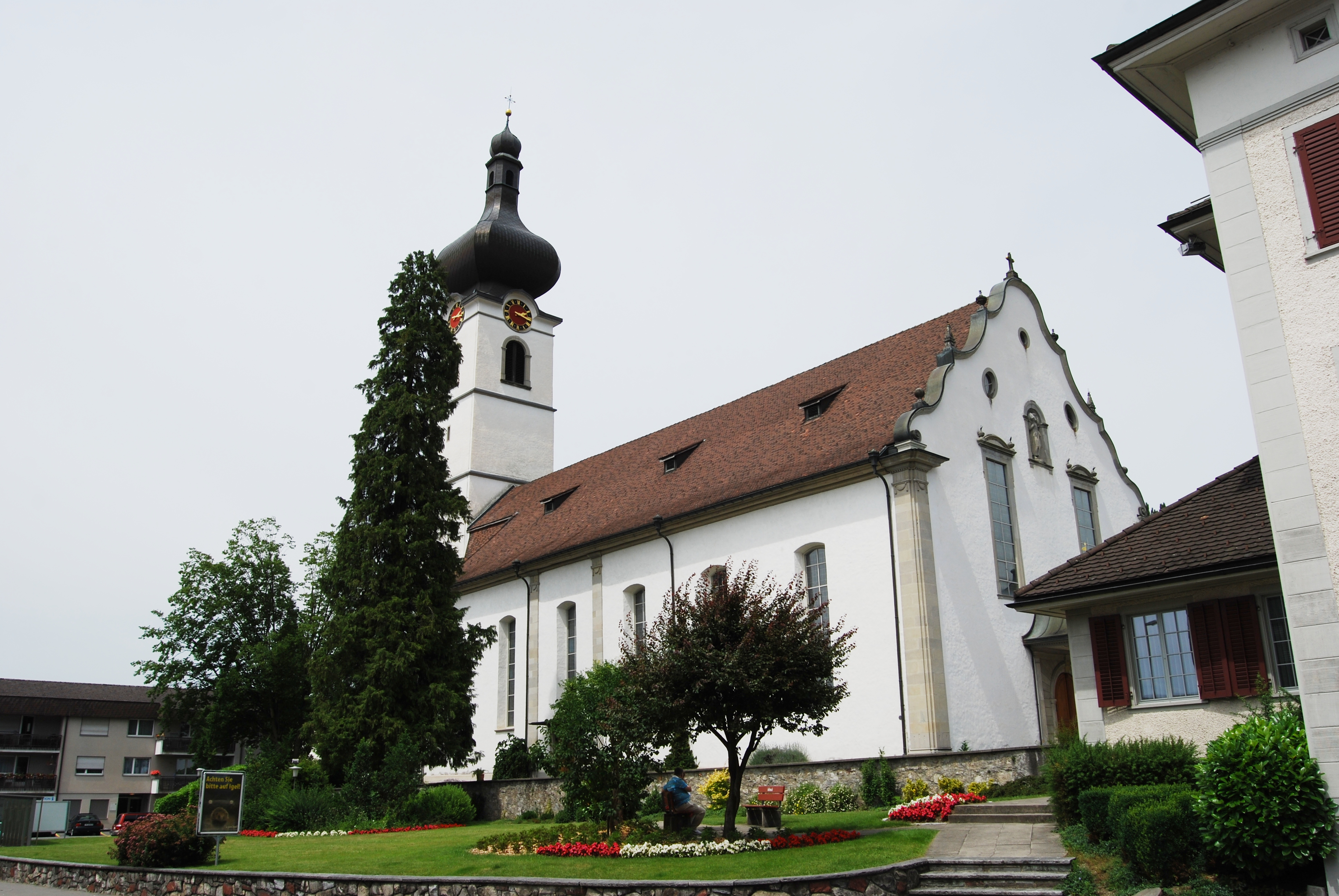
Kostel St. Jodokus

| Vývoj počtu obyvatel | Vývoj počtu obyvatel | Vývoj počtu obyvatel | Vývoj počtu obyvatel | Vývoj počtu obyvatel | Vývoj počtu obyvatel | Vývoj počtu obyvatel | Vývoj počtu obyvatel | Vývoj počtu obyvatel |
| -------------------- | -------------------- | -------------------- | -------------------- | -------------------- | -------------------- | -------------------- | -------------------- | -------------------- |
| Rok                  | 1850                 | 1900                 | 1950                 | 1980                 | 2000                 | 2010                 | 2020                 |                      |
| Počet obyvatel       | 1494                 | 1700                 | 2451                 | 2735                 | 3694                 | 4189                 | 4976                 |                      |

## Hospodářství

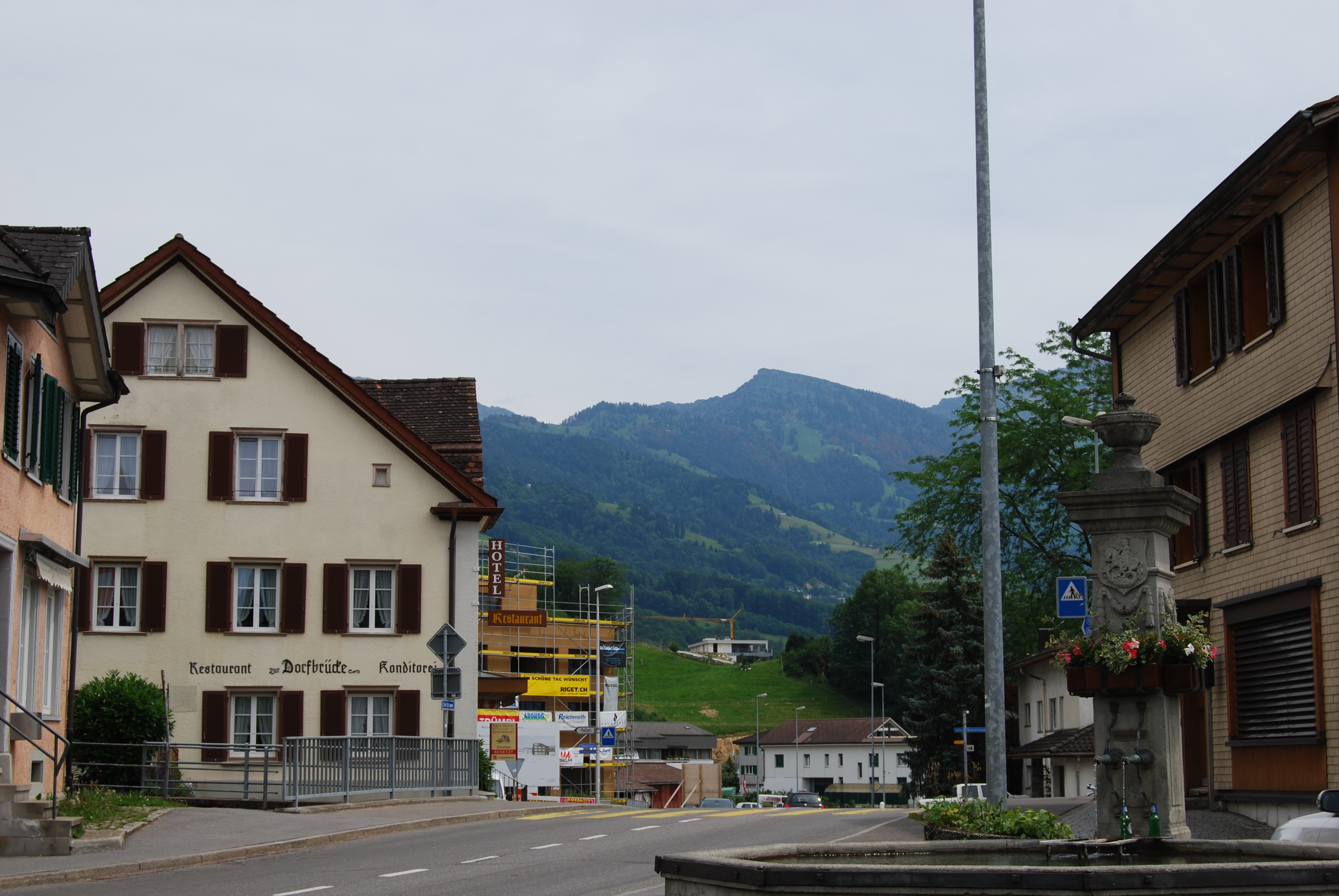
Centrum obce

Chov dobytka a zemědělství byly po dlouhou dobu nejdůležitějšími zdroji příjmů. Podzimní trh s dobytkem byl zaveden již před rokem 1553 a dosud má regionální význam. Linthský kanál, zahrazení potoka kolem roku 1830 a regulace vodstva v letech 1879–1883 zbavily Kaltbrunn nedostatku vody. Z bývalých mokřadů zbylo rašeliniště Kaltbrunner Riet, které je od roku 1994 chráněno jako mokřad národního významu. Výstavba Rickentunnelu přinesla železniční spojení. V 19. století a za světových válek se v Uzenbühlu a Gublenu těžilo uhlí. Největšími podniky v Kaltbrunnu jsou továrna na výrobu pružin postavená v roce 1927 a od roku 1973 továrna na nábytek Linth.

## Doprava
Kaltbrunn leží na železniční trati, spojující Rapperswil a St. Gallen. Jezdí sem příměstské linky S-Bahn St. Gallen a různé linky Postbus.
Obec leží na kantonální hlavní silnici č. 17, vedoucí ze Ziegelbrücke přes Schänis, Kaltbrunn a Uznach do Rapperswilu.